# Llista de monuments del districte de Sent Gaudenç
Llista de monuments del districte de Sent Gaudenç (Alta Garona) registrats com a monuments històrics, bé catalogats d'interès nacional (classé) o bé inventariats d'interès regional (inscrit).
| Monument                                                            | Prot. | Època                 | Localització                                     | Coordenades                                          | Codi?      | Imatge |
| ------------------------------------------------------------------- | ----- | --------------------- | ------------------------------------------------ | ---------------------------------------------------- | ---------- | --- |
| Església Notre-Dame-de-la-Nativité                                  | Inv.  | Segles XIII-XV        | Alan                                             | 43° 13′ 46″ N, 0° 56′ 26″ E / 43.22952°N,0.94055°E   | PA00094665 | Església Notre-Dame-de-la-Nativité · Vegeu més fotos d'aquest monument · Carregueu una nova foto d'aquest monument                  |
| Antic hospital Notre-Dame-de-Lorette                                | Inv.  | 1794                  | Alan                                             | 43° 13′ 21″ N, 0° 55′ 47″ E / 43.22244°N,0.92984°E   | PA00094261 | Carregueu una nova foto d'aquest monument                                                                                           |
| Antic palau episcopal                                               | Cat.  | 1521                  | Alan                                             | 43° 13′ 48″ N, 0° 56′ 24″ E / 43.230008°N,0.939988°E | PA00094260 | Antic palau episcopal · Carregueu una nova foto d'aquest monument                                                                   |
| Restes de la torre de l'homenatge                                   | Inv.  | Segle XII             | Era Arròca                                       | 43° 11′ 35″ N, 0° 36′ 34″ E / 43.19308°N,0.60953°E   | PA00094363 | Restes de la torre de l'homenatge · Carregueu una nova foto d'aquest monument                                                       |
| Font                                                                | Inv.  | Segles XV-XVI         | Aspèth place de la République                    | 43° 00′ 51″ N, 0° 48′ 11″ E / 43.01421°N,0.80306°E   | PA00094262 | Font · Vegeu més fotos d'aquest monument · Carregueu una nova foto d'aquest monument                                                |
| Església                                                            | Inv.  | 1566                  | Aulon                                            | 43° 11′ 27″ N, 0° 49′ 09″ E / 43.19081°N,0.81919°E   | PA00094263 | Església · Vegeu més fotos d'aquest monument · Carregueu una nova foto d'aquest monument                                            |
| Ruïnes del castell                                                  | Inv.  | Segle XIII            | Aurinhac                                         | 43° 13′ 11″ N, 0° 52′ 49″ E / 43.21978°N,0.88014°E   | PA00094266 | Ruïnes del castell · Vegeu més fotos d'aquest monument · Carregueu una nova foto d'aquest monument                                  |
| Església Saint-Pierre-aux-Liens                                     | Inv.  | Segles XII-XVI        | Aurinhac                                         | 43° 13′ 08″ N, 0° 52′ 50″ E / 43.21893°N,0.88050°E   | PA00094267 | Església Saint-Pierre-aux-Liens · Vegeu més fotos d'aquest monument · Carregueu una nova foto d'aquest monument                     |
| Gruta prehistòrica                                                  | Cat.  | Paleolític superior   | Aurinhac Rhodes                                  | 43° 13′ 21″ N, 0° 51′ 55″ E / 43.2225°N,0.865278°E   | PA00094268 | Gruta prehistòrica · Vegeu més fotos d'aquest monument · Carregueu una nova foto d'aquest monument                                  |
| Torre de Savoie                                                     | Inv.  | Segle XIV             | Aurinhac                                         | 43° 13′ 07″ N, 0° 52′ 48″ E / 43.218674°N,0.879993°E | PA00094269 | Torre de Savoie · Carregueu una nova foto d'aquest monument                                                                         |
| Casino                                                              | Inv.  | 1878, 1929            | Banhèras de Luishon                              | 42° 47′ 20″ N, 0° 35′ 47″ E / 42.788806°N,0.596278°E | PA31000035 | Casino · Vegeu més fotos d'aquest monument · Carregueu una nova foto d'aquest monument                                              |
| Chalets Spont                                                       | Inv.  | Segle xix             | Banhèras de Luishon 56 allées d'Etigny           | 42° 47′ 09″ N, 0° 35′ 37″ E / 42.785861°N,0.593639°E | PA00125564 | Chalets Spont · Vegeu més fotos d'aquest monument · Carregueu una nova foto d'aquest monument                                       |
| Capella Saint-Étienne                                               | Inv.  | Segle XII             | Banhèras de Luishon quartier de Barcugnas        | 42° 47′ 45″ N, 0° 35′ 42″ E / 42.795722°N,0.595056°E | PA00094276 | Capella Saint-Étienne · Vegeu més fotos d'aquest monument · Carregueu una nova foto d'aquest monument                               |
| Castell Lafont                                                      | Cat.  | Segle XVIII           | Banhèras de Luishon allées d'Etigny              | 42° 47′ 22″ N, 0° 35′ 30″ E / 42.789306°N,0.59175°E  | PA00094277 | Castell Lafont · Vegeu més fotos d'aquest monument · Carregueu una nova foto d'aquest monument                                      |
| Església Notre-Dame-de-l'Assomption                                 | Inv.  | Segle XVI, 1847, 1890 | Banhèras de Luishon                              | 42° 47′ 28″ N, 0° 35′ 29″ E / 42.791222°N,0.591444°E | PA00094279 | Església Notre-Dame-de-l'Assomption · Vegeu més fotos d'aquest monument · Carregueu una nova foto d'aquest monument                 |
| Residència Charles Tron                                             | Inv.  | Segle xix             | Banhèras de Luishon 1 avenue Galliéni            | 42° 47′ 18″ N, 0° 35′ 30″ E / 42.788278°N,0.591778°E | PA00094280 | Residència Charles Tron · Vegeu més fotos d'aquest monument · Carregueu una nova foto d'aquest monument                             |
| Termes Chambert                                                     | Inv.  | 1854, 1858            | Banhèras de Luishon cours des Quinconces         | 42° 47′ 06″ N, 0° 35′ 38″ E / 42.785056°N,0.593889°E | PA00094281 | Termes Chambert · Vegeu més fotos d'aquest monument · Carregueu una nova foto d'aquest monument                                     |
| Villa Édouard                                                       | Inv.  | 1864                  | Banhèras de Luishon 2 boulevard Edmond-Rostand   | 42° 47′ 12″ N, 0° 35′ 53″ E / 42.786583°N,0.598194°E | PA31000060 | Villa Édouard · Vegeu més fotos d'aquest monument · Carregueu una nova foto d'aquest monument                                       |
| Villa Pyrène                                                        | Inv.  | Segle xix             | Banhèras de Luishon 13 allée des Bains           | 42° 47′ 08″ N, 0° 35′ 48″ E / 42.785639°N,0.596778°E | PA31000061 | Villa Pyrène · Vegeu més fotos d'aquest monument · Carregueu una nova foto d'aquest monument                                        |
| Villa Santa Maria, o Narischkine                                    | Inv.  | 1840                  | Banhèras de Luishon 14 boulevard Henri-de-Gorsse | 42° 47′ 18″ N, 0° 35′ 56″ E / 42.788417°N,0.598861°E | PA31000077 | Villa Santa Maria, o Narischkine · Vegeu més fotos d'aquest monument · Carregueu una nova foto d'aquest monument                    |
| Alineaments                                                         | Cat.  |                       | Banhèras de Luishon                              | 42° 48′ 46″ N, 0° 32′ 37″ E / 42.8128°N,0.5435°E     | PA00094275 | Carregueu una nova foto d'aquest monument                                                                                           |
| Cromlech                                                            | Cat.  | Neolític              | Banhèras de Luishon                              | 42° 48′ 58″ N, 0° 32′ 12″ E / 42.8162°N,0.5367°E     | PA00094278 | Carregueu una nova foto d'aquest monument                                                                                           |
| Castell                                                             | Inv.  | 1544                  | Barbasan                                         | 43° 02′ 01″ N, 0° 37′ 37″ E / 43.03371°N,0.62695°E   | PA00094283 | Carregueu una nova foto d'aquest monument                                                                                           |
| Pilar romà                                                          | Cat.  | Gal·loromà            | Era Barta d'Arribèra                             | 43° 04′ 57″ N, 0° 40′ 36″ E / 43.08255°N,0.67669°E   | PA00094357 | Pilar romà · Carregueu una nova foto d'aquest monument                                                                              |
| Església                                                            | Inv.  | Segles XV-XVIII       | Era Barta d'Inard                                | 43° 06′ 24″ N, 0° 50′ 08″ E / 43.10677°N,0.83567°E   | PA00094356 | Església · Vegeu més fotos d'aquest monument · Carregueu una nova foto d'aquest monument                                            |
| Castell                                                             | Inv.  | Segle XVI             | La Bastida de Paumèrs                            | 43° 20′ 04″ N, 0° 56′ 40″ E / 43.33453°N,0.94452°E   | PA00094359 | Castell · Vegeu més fotos d'aquest monument · Carregueu una nova foto d'aquest monument                                             |
| Església Saint-Blaise de Benque-Dessus                              | Cat.  | Segle XIV             | Benque Benque-Dessus                             | 42° 49′ 05″ N, 0° 33′ 04″ E / 42.818028°N,0.551194°E | PA00094289 | Església Saint-Blaise de Benque-Dessus · Vegeu més fotos d'aquest monument · Carregueu una nova foto d'aquest monument              |
| Església Saint-Geniès de Benque-Dessous                             | Inv.  | Segles XII-XVII       | Benque Benque-Dessous                            | 42° 48′ 54″ N, 0° 33′ 14″ E / 42.815111°N,0.553917°E | PA00135449 | Església Saint-Geniès de Benque-Dessous · Vegeu més fotos d'aquest monument · Carregueu una nova foto d'aquest monument             |
| Castell de Beauvoir                                                 | Inv.  | Segle XVIII           | Bèthvéder de Comenge                             | 43° 07′ 57″ N, 1° 01′ 42″ E / 43.13243°N,1.02845°E   | PA00094667 | Carregueu una nova foto d'aquest monument                                                                                           |
| Casa                                                                | Inv.  | Segle xix             | Blajan                                           | 43° 15′ 28″ N, 0° 38′ 25″ E / 43.25785°N,0.64041°E   | PA00132667 | Carregueu una nova foto d'aquest monument                                                                                           |
| Restes de l'antic castell                                           | Inv.  | Segles XIII           | Boçan                                            | 43° 14′ 26″ N, 0° 53′ 25″ E / 43.2405°N,0.8903°E     | PA00094296 | Carregueu una nova foto d'aquest monument                                                                                           |
| Castell de Boisheda                                                 | Inv.  |                       | Boisheda                                         | 43° 24′ 29″ N, 0° 49′ 18″ E / 43.40800°N,0.82154°E   | PA31000001 | Carregueu una nova foto d'aquest monument                                                                                           |
| Església Sainte-Marie                                               | Inv.  | Segle XIV             | Bolonha de Gessa place de la Mairie              | 43° 17′ 26″ N, 0° 38′ 45″ E / 43.290606°N,0.64594°E  | PA00094294 | Església Sainte-Marie · Vegeu més fotos d'aquest monument · Carregueu una nova foto d'aquest monument                               |
| Mercat-ajuntament                                                   | Inv.  | 1869                  | Bolonha de Gessa place de la Mairie              | 43° 17′ 26″ N, 0° 38′ 44″ E / 43.290567°N,0.645527°E | PA31000063 | Mercat-ajuntament · Vegeu més fotos d'aquest monument · Carregueu una nova foto d'aquest monument                                   |
| Església Saint-Martin                                               | Inv.  | Segles XI-XII         | Cadelh e las Penas                               | 42° 47′ 58″ N, 0° 34′ 33″ E / 42.799306°N,0.575833°E | PA00094310 | Església Saint-Martin · Vegeu més fotos d'aquest monument · Carregueu una nova foto d'aquest monument                               |
| Colomar                                                             | Inv.  | 1513, 1534            | Canhac                                           | 43° 18′ 40″ N, 1° 43′ 22″ E / 43.31100°N,1.72281°E   | PA00094300 | Colomar · Carregueu una nova foto d'aquest monument                                                                                 |
| Església                                                            | Cat.  | Segle XII             | Casaus de Larbost                                | 42° 48′ 27″ N, 0° 31′ 51″ E / 42.807556°N,0.530917°E | PA00094311 | Església · Vegeu més fotos d'aquest monument · Carregueu una nova foto d'aquest monument                                            |
| Pont de Carraou                                                     | Inv.  | 1773                  | Cassanha                                         | 43° 07′ 35″ N, 0° 59′ 27″ E / 43.12640°N,0.99077°E   | PA00094305 | Carregueu una nova foto d'aquest monument                                                                                           |
| Creu del segle xv                                                   | Inv.  | Segle XV              | Cassinhabèra e Tornàs place du village           | 43° 13′ 39″ N, 0° 47′ 31″ E / 43.22762°N,0.79201°E   | PA00094304 | Carregueu una nova foto d'aquest monument                                                                                           |
| Església                                                            | Inv.  | Segle XIV             | Catervièla                                       | 42° 48′ 38″ N, 0° 30′ 20″ E / 42.81048°N,0.50567°E   | PA00094309 | Carregueu una nova foto d'aquest monument                                                                                           |
| Antic establiment termal                                            | Inv.  | 1882                  | En Causse rue de la Fontaine                     | 43° 03′ 00″ N, 0° 44′ 31″ E / 43.050062°N,0.742068°E | PA31000071 | Carregueu una nova foto d'aquest monument                                                                                           |
| Església Nativité-de-la-Sainte-Vierge                               | Inv.  | Segle XV              | Cirés                                            | 42° 51′ 13″ N, 0° 31′ 01″ E / 42.853611°N,0.516972°E | PA00094318 | Església Nativité-de-la-Sainte-Vierge · Vegeu més fotos d'aquest monument · Carregueu una nova foto d'aquest monument               |
| Casa del segle xv                                                   | Inv.  | Segle XV              | Cirés                                            | 42° 51′ 10″ N, 0° 31′ 03″ E / 42.852667°N,0.5175°E   | PA00094319 | Casa del segle xv · Vegeu més fotos d'aquest monument · Carregueu una nova foto d'aquest monument                                   |
| Conjunt de grutes i abrics prehistòrics de la vall de la Save       | Cat.  | Paleolític superior   | Era Espuga Bois-de-Saint-Martin                  | 43° 14′ 00″ N, 0° 39′ 30″ E / 43.233333°N,0.658333°E | PA00094369 | Conjunt de grutes i abrics prehistòrics de la vall de la Save · Carregueu una nova foto d'aquest monument                           |
| Capella Saint-Paul de Pujos                                         | Inv.  | Segle XV              | Estadens Pujos                                   | 43° 02′ 00″ N, 0° 48′ 48″ E / 43.03327°N,0.81336°E   | PA00094329 | Capella Saint-Paul de Pujos · Vegeu més fotos d'aquest monument · Carregueu una nova foto d'aquest monument                         |
| Església Saint-Germier                                              | Inv.  | Segles XIV-XVII       | Èus                                              | 43° 16′ 24″ N, 0° 53′ 06″ E / 43.27327°N,0.88501°E   | PA00094327 | Carregueu una nova foto d'aquest monument                                                                                           |
| Església                                                            | Inv.  |                       | Frontinhan de Savés                              | 43° 23′ 44″ N, 0° 55′ 26″ E / 43.39559°N,0.92390°E   | PA00094334 | Església · Vegeu més fotos d'aquest monument · Carregueu una nova foto d'aquest monument                                            |
| Castell fortificat                                                  | Inv.  | Segles XIII-XIV       | Galièr                                           | 42° 59′ 23″ N, 0° 38′ 00″ E / 42.989611°N,0.633222°E | PA00094338 | Castell fortificat · Vegeu més fotos d'aquest monument · Carregueu una nova foto d'aquest monument                                  |
| Galeries i grutes Souterrain de Houantaou                           | Cat.  | Paleolític superior   | Gantias i Montespan                              | 43° 04′ 22″ N, 0° 50′ 57″ E / 43.07282°N,0.84927°E   | PA00094339 | Galeries i grutes Souterrain de Houantaou · Carregueu una nova foto d'aquest monument                                               |
| Capella Saint-Tritous                                               | Inv.  | Segles XI-XII         | Garin                                            | 42° 48′ 26″ N, 0° 30′ 39″ E / 42.807139°N,0.51075°E  | PA00094341 | Capella Saint-Tritous · Vegeu més fotos d'aquest monument · Carregueu una nova foto d'aquest monument                               |
| Església parroquial Saint-Roch                                      | Inv.  | Segles XII-XIX        | Genòs                                            | 43° 00′ 00″ N, 0° 40′ 24″ E / 42.99993°N,0.67336°E   | PA31000075 | Església parroquial Saint-Roch · Vegeu més fotos d'aquest monument · Carregueu una nova foto d'aquest monument                      |
| Brèche du Picon                                                     | Cat.  |                       | Gordan e Polinhan les Hountetes                  | 43° 04′ 03″ N, 0° 34′ 45″ E / 43.0675°N,0.5791°E     | PA00094344 | Carregueu una nova foto d'aquest monument                                                                                           |
| Gruta de l'Éléphant                                                 | Cat.  | Paleolític superior   | Gordan e Polinhan Bouchet                        | 43° 04′ 17″ N, 0° 33′ 48″ E / 43.07132°N,0.56332°E   | PA00094345 | Gruta de l'Éléphant · Vegeu més fotos d'aquest monument · Carregueu una nova foto d'aquest monument                                 |
| Pont de la R.N. 125 sobre la Garona                                 | Inv.  | Segle xix             | Gordan e Polinhan i Montrejau                    | 43° 04′ 58″ N, 0° 34′ 31″ E / 43.08284°N,0.57523°E   | PA00094346 | Pont de la R.N. 125 sobre la Garona · Vegeu més fotos d'aquest monument · Carregueu una nova foto d'aquest monument                 |
| Castell                                                             | Inv.  | Segle XVII            | Guran                                            | 42° 53′ 33″ N, 0° 37′ 04″ E / 42.89261°N,0.61771°E   | PA00094353 | Carregueu una nova foto d'aquest monument                                                                                           |
| Església de Saint-Pé-d'Arès                                         | Cat.  | Segles XVII           | Havars                                           | 43° 19′ 33″ N, 0° 53′ 48″ E / 43.32580°N,0.89665°E   | PA00094330 | Carregueu una nova foto d'aquest monument                                                                                           |
| Església                                                            | Inv.  | 1777, 1907            | Hòs                                              | 42° 52′ 15″ N, 0° 44′ 14″ E / 42.87080°N,0.73736°E   | PA00094332 | Església · Vegeu més fotos d'aquest monument · Carregueu una nova foto d'aquest monument                                            |
| Església Saint-Adrien                                               | Cat.  | 1307                  | L'Illa de Haut                                   | 43° 22′ 51″ N, 0° 50′ 12″ E / 43.38095°N,0.83663°E   | PA00094354 | Església Saint-Adrien · Vegeu més fotos d'aquest monument · Carregueu una nova foto d'aquest monument                               |
| Església Saint-Christophe                                           | Inv.  | Segles XV-XVI         | Jurvièla                                         | 42° 49′ 04″ N, 0° 29′ 14″ E / 42.817778°N,0.487194°E | PA31000049 | Església Saint-Christophe · Vegeu més fotos d'aquest monument · Carregueu una nova foto d'aquest monument                           |
| Església                                                            | Inv.  | Segles XI-XII         | Mairenha                                         | 42° 50′ 31″ N, 0° 32′ 25″ E / 42.841889°N,0.540278°E | PA00094381 | Església · Vegeu més fotos d'aquest monument · Carregueu una nova foto d'aquest monument                                            |
| Torre                                                               | Inv.  | Segle XV              | Mairenha                                         | 42° 50′ 39″ N, 0° 32′ 18″ E / 42.844083°N,0.538472°E | PA31000079 | Torre · Vegeu més fotos d'aquest monument · Carregueu una nova foto d'aquest monument                                               |
| Creu del cementiti                                                  | Inv.  |                       | Mairenha                                         | 42° 50′ 31″ N, 0° 32′ 25″ E / 42.841806°N,0.540306°E | PA00094380 | Creu del cementiti · Vegeu més fotos d'aquest monument · Carregueu una nova foto d'aquest monument                                  |
| Gruta                                                               | Cat.  | Paleolític superior   | Marsolàs Laouin                                  | 43° 06′ 11″ N, 0° 59′ 10″ E / 43.103056°N,0.986111°E | PA00094376 | Gruta · Vegeu més fotos d'aquest monument · Carregueu una nova foto d'aquest monument                                               |
| Ruïnes de la capella Sainte-Matrone                                 | Cat.  | Segle XII             | Maseras de Salat                                 | 43° 07′ 38″ N, 0° 58′ 05″ E / 43.12728°N,0.96812°E   | PA00094382 | Ruïnes de la capella Sainte-Matrone · Vegeu més fotos d'aquest monument · Carregueu una nova foto d'aquest monument                 |
| Creu de ferro                                                       | Inv.  |                       | Miramont de Comenge Cementiri                    | 43° 05′ 31″ N, 0° 44′ 42″ E / 43.09192°N,0.74508°E   | PA31000086 | Creu de ferro · Vegeu més fotos d'aquest monument · Carregueu una nova foto d'aquest monument                                       |
| Restes del castell                                                  | Inv.  | Segle XIII            | Montespan                                        | 43° 05′ 14″ N, 0° 51′ 02″ E / 43.08721°N,0.85059°E   | PA00094388 | Restes del castell · Carregueu una nova foto d'aquest monument                                                                      |
| Ruïnes de la vil·la gal·loromana                                    | Cat.  | Gal·loromà            | Montmaurin Lassalles                             | 43° 12′ 59″ N, 0° 38′ 44″ E / 43.21639°N,0.64556°E   | PA00094397 | Ruïnes de la vil·la gal·loromana · Vegeu més fotos d'aquest monument · Carregueu una nova foto d'aquest monument                    |
| Quatre jaciments prehistòrics                                       | Cat.  | Paleolític            | Montmaurin Maï Caoudéré; Brouca; Coustalats      | 43° 13′ 36″ N, 0° 38′ 20″ E / 43.22664°N,0.63875°E   | PA00094396 | Quatre jaciments prehistòrics · Carregueu una nova foto d'aquest monument                                                           |
| Termes gal·loromanes                                                | Cat.  | Gal·loromà            | Montoliu de Sent Bernat Pélet                    | 43° 14′ 22″ N, 0° 54′ 41″ E / 43.23936°N,0.91127°E   | PA00094398 | Termes gal·loromanes · Carregueu una nova foto d'aquest monument                                                                    |
| Domaine de Valmirande                                               | Cat.  | 1893-1910             | Montrejau                                        | 43° 05′ 07″ N, 0° 32′ 26″ E / 43.08519°N,0.540457°E  | PA00094399 | Domaine de Valmirande · Vegeu més fotos d'aquest monument · Carregueu una nova foto d'aquest monument                               |
| Mercat                                                              | Inv.  | 1939                  | Montrejau place de Verdun                        | 43° 05′ 04″ N, 0° 34′ 17″ E / 43.084506°N,0.571498°E | PA31000065 | Carregueu una nova foto d'aquest monument                                                                                           |
| Hôtel de Lassus                                                     | Inv.  | 1760                  | Montrejau 6 rue du Barry                         | 43° 05′ 07″ N, 0° 34′ 09″ E / 43.085216°N,0.569143°E | PA31000073 | Hôtel de Lassus · Modifica el valor a Wikidata · Carregueu una nova foto d'aquest monument                                          |
| Antic Hôtel du Parc                                                 | Inv.  | Segle xix             | Montrejau place Valentin-Abeille                 | 43° 05′ 09″ N, 0° 34′ 07″ E / 43.085786°N,0.568649°E | PA31000074 | Carregueu una nova foto d'aquest monument                                                                                           |
| Església Saint-Christophe-des-Templiers                             | Cat.  | Segle XII             | Montsaunèrs                                      | 43° 06′ 44″ N, 0° 56′ 15″ E / 43.11209°N,0.93740°E   | PA00094401 | Església Saint-Christophe-des-Templiers · Carregueu una nova foto d'aquest monument                                                 |
| Torre de senyals Le Castet                                          | Inv.  | Segles X-XI           | Òu                                               | 42° 47′ 58″ N, 0° 30′ 32″ E / 42.799528°N,0.508778°E | PA00094411 | Torre de senyals Le Castet · Vegeu més fotos d'aquest monument · Carregueu una nova foto d'aquest monument                          |
| Església                                                            | Inv.  | Segle XII             | Peiriçans                                        | 43° 17′ 07″ N, 0° 54′ 39″ E / 43.28539°N,0.91083°E   | PA00094417 | Carregueu una nova foto d'aquest monument                                                                                           |
| Abadia de Bonnefont                                                 | Cat.  | 1136                  | Propiari i Seps                                  | 43° 08′ 27″ N, 0° 52′ 27″ E / 43.14083°N,0.87417°E   | PA00094431 | Abadia de Bonnefont · Carregueu una nova foto d'aquest monument                                                                     |
| Granja cistercenca de la Peyrère                                    | Cat.  | Segle XII             | Propiari                                         | 43° 09′ 02″ N, 0° 52′ 05″ E / 43.15042°N,0.86809°E   | PA00135703 | Carregueu una nova foto d'aquest monument                                                                                           |
| Església Saint-Sernin                                               | Inv.  | Segle XII             | Puntís d'Inard                                   | 43° 05′ 09″ N, 0° 48′ 46″ E / 43.08595°N,0.81283°E   | PA00094424 | Església Saint-Sernin · Vegeu més fotos d'aquest monument · Carregueu una nova foto d'aquest monument                               |
| Església                                                            | Cat.  | Segle XII             | Sacorvièla                                       | 42° 48′ 56″ N, 0° 33′ 45″ E / 42.815528°N,0.562389°E | PA00094444 | Església · Vegeu més fotos d'aquest monument · Carregueu una nova foto d'aquest monument                                            |
| Església                                                            | Inv.  | Segle XVI             | Saleish                                          | 43° 01′ 50″ N, 0° 58′ 01″ E / 43.03051°N,0.96689°E   | PA00094482 | Carregueu una nova foto d'aquest monument                                                                                           |
| Ruïnes de l'antiga església                                         | Inv.  | Segle XIV             | Salias de Salat                                  | 43° 05′ 57″ N, 0° 57′ 25″ E / 43.09917°N,0.95686°E   | PA00094483 | Ruïnes de l'antiga església · Vegeu més fotos d'aquest monument · Carregueu una nova foto d'aquest monument                         |
| Església                                                            | Inv.  | Segle XIII            | Samolhan                                         | 43° 15′ 45″ N, 0° 56′ 57″ E / 43.26250°N,0.94918°E   | PA00094484 | Església · Vegeu més fotos d'aquest monument · Carregueu una nova foto d'aquest monument                                            |
| Antiga catedral Notre-Dame de la Nativité, avui església parroquial | Cat.  | Segles XI-XVI         | Sant Bertran de Comenge                          | 43° 01′ 36″ N, 0° 34′ 16″ E / 43.026583°N,0.571194°E | PA00094447 | Antiga catedral Notre-Dame de la Nativité, avui església parroquial · Carregueu una nova foto d'aquest monument                     |
| Antigues muralles gal·loromanes                                     | Inv.  | Gal·loromà            | Sant Bertran de Comenge                          | 43° 01′ 40″ N, 0° 34′ 17″ E / 43.02782°N,0.57134°E   | PA00094449 | Antigues muralles gal·loromanes · Vegeu més fotos d'aquest monument · Carregueu una nova foto d'aquest monument                     |
| Torreta del segle xv                                                | Inv.  | Segle XV              | Sant Bertran de Comenge                          | 43° 01′ 37″ N, 0° 34′ 20″ E / 43.026806°N,0.572278°E | PA00094451 | Torreta del segle xv · Vegeu més fotos d'aquest monument · Carregueu una nova foto d'aquest monument                                |
| Recinte de la vila vella de Sant Bertran de Comenge                 | Inv.  | Segles IV-XV          | Sant Bertran de Comenge                          | 43° 01′ 40″ N, 0° 34′ 12″ E / 43.02780°N,0.57002°E   | PA31000018 | Recinte de la vila vella de Sant Bertran de Comenge · Vegeu més fotos d'aquest monument · Carregueu una nova foto d'aquest monument |
| Porta de vila                                                       | Inv.  |                       | Sant Bertran de Comenge                          | 43° 01′ 36″ N, 0° 34′ 23″ E / 43.026722°N,0.572972°E | PA00094448 | Porta de vila · Carregueu una nova foto d'aquest monument                                                                           |
| Ruïnes antigues                                                     | Cat.  | Gal·loromà            | Sant Bertran de Comenge                          | 43° 01′ 50″ N, 0° 34′ 25″ E / 43.030675°N,0.573639°E | PA00094450 | Ruïnes antigues · Vegeu més fotos d'aquest monument · Carregueu una nova foto d'aquest monument                                     |
| Zona arqueològica del camp militar de Sant Bertran de Comenge       | Inv.  |                       | Sant Bertran de Comenge                          | 43° 01′ 50″ N, 0° 34′ 46″ E / 43.03049°N,0.57937°E   | PA31000004 | Carregueu una nova foto d'aquest monument                                                                                           |
| Castell                                                             | Inv.  | Segles XV-XVIII       | Sarremesan                                       | 43° 12′ 30″ N, 0° 39′ 54″ E / 43.20841°N,0.66489°E   | PA00094485 | Carregueu una nova foto d'aquest monument                                                                                           |
| Església                                                            | Cat.  | Segle XII             | Sent Avantin                                     | 42° 48′ 25″ N, 0° 32′ 53″ E / 42.806806°N,0.548°E    | PA00094445 | Església · Vegeu més fotos d'aquest monument · Carregueu una nova foto d'aquest monument                                            |
| Església                                                            | Cat.  | Segle XII             | Sent Biat                                        | 42° 54′ 56″ N, 0° 41′ 34″ E / 42.915583°N,0.692778°E | PA00094446 | Església · Vegeu més fotos d'aquest monument · Carregueu una nova foto d'aquest monument                                            |
| Capella Saint-Jean i cementiri                                      | Cat.  | Segle XII             | Sent Blancat                                     | 43° 10′ 19″ N, 0° 34′ 27″ E / 43.17205°N,0.57413°E   | PA00094474 | Capella Saint-Jean i cementiri · Vegeu més fotos d'aquest monument · Carregueu una nova foto d'aquest monument                      |
| Antiga abadia de Bonnefont                                          | Cat.  | Segle XIII            | Sent Gaudenç                                     | 43° 06′ 26″ N, 0° 43′ 29″ E / 43.1073°N,0.7246°E     | PA00094460 | Antiga abadia de Bonnefont · Vegeu més fotos d'aquest monument · Carregueu una nova foto d'aquest monument                          |
| Col·legiata Saint-Pierre-et-Saint-Gaudens                           | Cat.  | Segles XI-XIX         | Sent Gaudenç                                     | 43° 06′ 28″ N, 0° 43′ 27″ E / 43.10778°N,0.72417°E   | PA00094461 | Col·legiata Saint-Pierre-et-Saint-Gaudens · Vegeu més fotos d'aquest monument · Carregueu una nova foto d'aquest monument           |
| Mercat de Sent Gaudenç                                              | Inv.  | 1830                  | Sent Gaudenç place du Palais                     | 43° 06′ 29″ N, 0° 43′ 20″ E / 43.107927°N,0.722101°E | PA31000067 | Mercat de Sent Gaudenç · Vegeu més fotos d'aquest monument · Carregueu una nova foto d'aquest monument                              |
| Oratori Notre-Dame-de-la-Caoue                                      | Inv.  |                       | Sent Gaudenç                                     | 43° 06′ 17″ N, 0° 42′ 37″ E / 43.1046°N,0.7104°E     | PA00094666 | Oratori Notre-Dame-de-la-Caoue · Vegeu més fotos d'aquest monument · Carregueu una nova foto d'aquest monument                      |
| Castell de Sent Helitz                                              | Inv.  | Segles XIV-XVII       | Sent Helitz e Saglan                             | 43° 11′ 42″ N, 0° 51′ 09″ E / 43.19500°N,0.85241°E   | PA31000040 | Carregueu una nova foto d'aquest monument                                                                                           |
| Església de Sent Laurenç                                            | Inv.  | Segle XIII, 1935      | Sent Laurenç rue de l'Eglise                     | 43° 19′ 30″ N, 0° 48′ 02″ E / 43.32509°N,0.80063°E   | PA31000052 | Església de Sent Laurenç · Vegeu més fotos d'aquest monument · Carregueu una nova foto d'aquest monument                            |
| Castell                                                             | Inv.  | Segle XVI             | Sent Martòri                                     | 43° 08′ 26″ N, 0° 55′ 38″ E / 43.14045°N,0.92712°E   | PA00125570 | Carregueu una nova foto d'aquest monument                                                                                           |
| Zona arqueològica de la gruta de Montconfort                        | Inv.  | Paleolític            | Sent Martòri                                     | 43° 08′ 40″ N, 0° 56′ 09″ E / 43.14441°N,0.93580°E   | PA00125571 | Carregueu una nova foto d'aquest monument                                                                                           |
| Menhir Peyro-Hitto                                                  | Cat.  | Neolític              | Sent Martòri                                     | 43° 08′ 36″ N, 0° 55′ 57″ E / 43.14325°N,0.932417°E  | PA00094469 | Menhir Peyro-Hitto · Vegeu més fotos d'aquest monument · Carregueu una nova foto d'aquest monument                                  |
| Creu de terme de pedra del segle xv                                 | Cat.  | Segle XV              | Sent Martòri place du Pont                       | 43° 08′ 29″ N, 0° 55′ 49″ E / 43.141423°N,0.930385°E | PA00094467 | Carregueu una nova foto d'aquest monument                                                                                           |
| Creu de ferro del segle xv                                          | Inv.  | Segle XIV             | Sent Martòri avenue du Picon                     | 43° 08′ 34″ N, 0° 55′ 57″ E / 43.1429°N,0.9324°E     | PA00094468 | Carregueu una nova foto d'aquest monument                                                                                           |
| Immoble del segle xviii                                             | Inv.  | Segle XVIII           | Sent Martòri rue du Centre                       | 43° 08′ 32″ N, 0° 55′ 46″ E / 43.14235°N,0.92938°E   | PA31000069 | Carregueu una nova foto d'aquest monument                                                                                           |
| Edifici de l'antiga gendarmeria                                     | Cat.  | Segles XII-XIII       | Sent Martòri                                     | 43° 08′ 33″ N, 0° 55′ 43″ E / 43.14254°N,0.92855°E   | PA00094466 | Carregueu una nova foto d'aquest monument                                                                                           |
| Pont, porta de pont i porta de vila                                 | Inv.  | Segle XVIII           | Sent Martòri                                     | 43° 08′ 31″ N, 0° 55′ 49″ E / 43.141806°N,0.93025°E  | PA00094470 | Pont, porta de pont i porta de vila · Vegeu més fotos d'aquest monument · Carregueu una nova foto d'aquest monument                 |
| Castell                                                             | Inv.  | Segle XVI             | Sent Pau d'Oelh                                  | 42° 49′ 38″ N, 0° 33′ 04″ E / 42.827111°N,0.551083°E | PA00094472 | Castell · Vegeu més fotos d'aquest monument · Carregueu una nova foto d'aquest monument                                             |
| Església                                                            | Inv.  | Segles XI-XIII        | Sent Pèr d'Ardet                                 | 42° 59′ 02″ N, 0° 40′ 10″ E / 42.983803°N,0.669329°E | PA00094473 | Església · Vegeu més fotos d'aquest monument · Carregueu una nova foto d'aquest monument                                            |
| Església                                                            | Inv.  | Edat mitjana          | Seps                                             | 43° 09′ 20″ N, 0° 50′ 27″ E / 43.15550°N,0.84090°E   | PA00094491 | Església · Vegeu més fotos d'aquest monument · Carregueu una nova foto d'aquest monument                                            |
| Castell                                                             | Inv.  | Segles XI-XVIII       | Era Toa                                          | 43° 10′ 00″ N, 0° 47′ 15″ E / 43.16666°N,0.78748°E   | PA00094364 | Castell · Vegeu més fotos d'aquest monument · Carregueu una nova foto d'aquest monument                                             |
| Safareig-abeurador                                                  | Inv.  | 1880                  | Era Toa Lamoulan                                 | 43° 10′ 00″ N, 0° 47′ 21″ E / 43.166733°N,0.789092°E | PA00094365 | Carregueu una nova foto d'aquest monument                                                                                           |
| Església                                                            | Inv.  | Segle XII             | Tolha                                            | 43° 04′ 45″ N, 0° 58′ 15″ E / 43.07926°N,0.97095°E   | PA00094493 | Carregueu una nova foto d'aquest monument                                                                                           |
| Església Saint-Julien                                               | Inv.  | Segles XI-XII         | Trebòns de Luishon                               | 42° 48′ 16″ N, 0° 33′ 49″ E / 42.804528°N,0.56375°E  | PA00094647 | Església Saint-Julien · Vegeu més fotos d'aquest monument · Carregueu una nova foto d'aquest monument                               |
| Grand Vil·la gal·loromana                                           | Cat.  | Gal·loromà; segle XII | Valentina Arnesp                                 | 43° 05′ 48″ N, 0° 41′ 21″ E / 43.09664°N,0.68922°E   | PA00094651 | Grand Vil·la gal·loromana · Carregueu una nova foto d'aquest monument                                                               |
| Parcel·les cadastrals amb vestigis arqueològics                     | Cat.  |                       | Valentina Arnesp                                 | 43° 05′ 42″ N, 0° 41′ 18″ E / 43.09488°N,0.68835°E   | PA00094650 | Carregueu una nova foto d'aquest monument                                                                                           |
| Església Saint-Just                                                 | Cat.  | Edat mitjana          | Vathcrabèra                                      | 43° 01′ 42″ N, 0° 35′ 05″ E / 43.028361°N,0.584778°E | PA00094649 | Església Saint-Just · Vegeu més fotos d'aquest monument · Carregueu una nova foto d'aquest monument                                 |
| Cementiri                                                           | Inv.  | Segle XIII            | Vathcrabèra                                      | 43° 01′ 43″ N, 0° 35′ 05″ E / 43.028611°N,0.58475°E  | PA00094648 | Cementiri · Vegeu més fotos d'aquest monument · Carregueu una nova foto d'aquest monument                                           |
| Torre Castet Bert                                                   | Inv.  | Segle XI              | Vathcrabèra                                      | 43° 02′ 03″ N, 0° 34′ 43″ E / 43.03410°N,0.57853°E   | PA31000014 | Carregueu una nova foto d'aquest monument                                                                                           |
| Església                                                            | Inv.  | Segle XIV             | Vauchalòt                                        | 43° 06′ 29″ N, 0° 52′ 11″ E / 43.10801°N,0.86973°E   | PA00094287 | Església · Vegeu més fotos d'aquest monument · Carregueu una nova foto d'aquest monument                                            |
| Antiga Església Saint-Jean-Baptiste de Garraus                      | Cat.  | Segles XII-XVIII      | Vedins e Garraus Garraus                         | 42° 55′ 51″ N, 0° 41′ 12″ E / 42.9308°N,0.6867°E     | PA00094290 | Carregueu una nova foto d'aquest monument                                                                                           |